# Онскирш
Онски́рш (фр. Honskirch, нем. Hunkirch) — коммуна во французском департаменте Мозель региона Лотарингия. Относится к  кантону Альбестроф.

## Географическое положение
Онскирш расположен в 65 км к востоку от Меца. Соседние коммуны: Энсенжан на северо-востоке, Альтвиллер на юго-востоке, Виберсвиллер, Живрикур и Мюнстер на юго-западе, Виттерсбур и Азамбур на северо-западе.

## История
- В XIV веке Онскирш принадлежал сеньорату Фенетранж.
- Коммуна была разрушена во время Тридцатилетней войны.
- В 1720 коммуна получила независимый приход.

## Демография
По переписи 2007 года в коммуне проживало 204 человека.	

## Достопримечательности
- Церковь Сен-Жан-Батист 1750 года.
- Вход на местное кладбище датируется 1755 годом.